# Верхей, Теодор
Теодор Верхей (нидерл. Theodoor Verhey, полное имя Теодорус Хендрикус Хубертус Верхей, нидерл. Theodorus Hendricus Hubertus Verhey, в русских дореволюционных источниках Фергей; 10 июня 1848, Роттердам — 28 января 1929) — нидерландский композитор.

## Биография
Окончил Гаагскую консерваторию как пианист и виолончелист, затем учился композиции в Роттердаме у Вольдемара Баргиля. Многие годы преподавал фортепиано и теорию музыки в Роттердамской школе музыки.
Автор двух симфоний, целого ряда инструментальных концертов: для кларнета Op. 28 (1884), скрипичного ля минор Op. 54, двух концертов для флейты с оркестром (op. 43 ре минор и op. 57 ля минор). Верхею принадлежат также три оперы: «Праздник святого Иоанна в Амроне» (нем. Eine Johannisfeier auf Amron; 1880), «Имильда» (1885) и «Король Арпад» (нем. König Arpad; 1888), поставленные в Немецкой опере Роттердама. «Имильда» была возобновлена в 1923 г. в честь 75-летия композитора, с Жаком Урлусом в одной из главных партий.
Именем Верхея в 1969 г. названа улица в Тилбурге (нидерл. Verheijstraat), соединяющая проспект Свелинка с проспектом Верхулста.